# الجامعة الخاصة لفاس
الجامعة الخاصة في فاس ويرمز لها بي UPF هي جامعة خاصة معترف بها حكومياً تقع في فاس، المغرب.

## التاريخ
أسست الجامعة المغاربية للإدارة والتدريب (SOMAGEF) في عام 2006 تحت اسم «مدرسة البوليتكنيك للتكنولوجيات الجديدة - Technologia» ، وأصبحت UPF جامعة خاصة في ديسمبر 2013. أول حرم خاص في فاس.

## التدريب والدبلومات
تتكون المدرسة من هيئة تدريس ومعهد ومدرستين:
- كلية العلوم الهندسية
- الهندسة المدنية
- هندسة الطاقة المتجددة وأنظمة الطاقة
- هندسة الكمبيوتر

### معهد الدراسات القانونية والاجتماعية العليا
- قانون التوثيق والقانون التجاري

### مدرسة فاس للأعمال
- المحاسبة والرقابة والتدقيق
- إدارة الموارد البشرية
- تجارة دولية
- التسويق والاتصالات
- المالية والمصرفية
- الخدمات اللوجستيكية والنقل

### المدرسة العليا لعمارة والبناء
- العمارة الداخلية والتصميم
- التخطيط العمراني والتنمية

## روابط خارجية
```
(بالفرنسية)
 
Site officiel
```